# 루이즈 레이섬
루이즈 레이섬(Louise Latham, 1922년 9월 23일 ~ 2018년 2월 12일)은 미국의 배우, 모델, 편집자이다.
샌타바버라에서 사망하였다.

## 출연 작품
- 인 콜드 블러드 (1996년)
- 매리와 팀 (1996년)
- 결혼의 끝 (1994년)
- 러브 필드 (1992년)
- 크레이지 프럼 더 하트 (1991년)
- 유령의 집 (1991년)
- 파라다이스 (1991년)
- 프레스노 (1986년)
- 매스 어필 (1984년)
- 필라델피아 특명 (1984년)
- 아마츄어 나이트 (1979년)
- 윈터 킬 (1974년)
- 슈가랜드 특급 (1974년) - 미시즈 루비 역
- 화이트 라이팅 (1973년)
- 세비지 (1973년)
- 6시 아담 (1970년)
- 털보 가족 (1966년)
- 마니 (1964년)

### 텔레비전
- 닥터 게논 (1969년)
- FBI (1965년)
- 아들과 딸들 (1977년)
- 보난자 (1959년)
- 페리 메이슨 (1957년)
- 딜론 보안관 (1955년)
- 디즈니랜드 (1954년)